# 마이클 앤더슨 (영화 감독)
마이클 앤더슨(영어: Michael Anderson, 1920년 1월 30일 ~ 2018년 4월 25일)은 영국 출신의 영화감독이다. 연극인 집안에서 태어나 1938년 영화계에 입문하였고 1949년 감독으로 데뷔했다.

## 주요 작품
- 80일간의 세계일주(1956)
- 사베지(1975)
- 로건의 탈출(1976)
- 올카(1977)
- 루루(1978)
- 굿바이 마이 라이프(1995)